# Eduard Brinkama
Eduard Brinkama (* 28. Februar 1927 in Hamburg; † 23. Oktober 1978 ebenda) war ein deutscher Antiquitätenhändler und Immobilien-Unternehmer.

## Familiärer Hintergrund
Eduard Brinkamas Vater, der aus einer bäuerlichen Familie aus Weddewarden mit ostfriesischem Ursprung kam, arbeitete im Im- und Export in der Autobranche. Mutter Katja (geborene Kobritz) war eine jüdische Russin. Sie wohnten in einem wilhelminischen Mietshaus in der Ulmenstraße in Winterhude. Zuhause wurde viel Russisch gesprochen, wenig über Politik und wenig gelesen. Bei der Machtergreifung 1933 war Eduard Brinkama sechs Jahre alt. Als besondere Erinnerung blieb ihm, wie er mit seiner Familie die russischen Großeltern zum Bahnhof begleitete, von wo aus sie in Viehwagen die Fahrt in ein Konzentrationslager antreten mussten. Brinkama sprach selten über die Vergangenheit.

## Erste Berufsjahre
Nach Erwerb der Mittleren Reife meldete ihn der Vater für eine Autoschlosserlehre bei der Hamburger Borgward-Vertretung Hugo Pfohe an. Eine kaufmännische Lehre folgte.
1946 machte der Achtzehnjährige sich selbständig. Er kaufte schrottreife Motorräder, reparierte sie und verkaufte sie vorzugsweise an südamerikanische Seeleute. Von dem Erlös kaufte er sieben Strickmaschinen und ließ in Hamburg-Bergedorf Twinsets für hanseatische Herrenausstatter fertigen, wobei er selbst bügelte und Knöpfe annähte.

## Antiquitäten
1951 erwarb er seine ersten Antiquitäten. Er heiratete die Kriegerwitwe Ruth Witte, Tochter eines Antiquitätenhändlers, von der er viel lernte. Brinkama stieg zeitweise in das Geschäft seines Schwiegervaters ein.
1953 eröffnete das Ehepaar einen eigenen Antiquitätenladen mit zunächst acht Möbelstücken in Hamburgs Nobelstraße Hohe Bleichen, in der schon drei etablierte Antiquare residierten. Mit geliehenem Geld des Schwiegervaters kaufte Brinkama Möbel in England und begeisterte sich für die britische Lebensart, besonders für Londons unzerstörte Stadtquartiere mit Häusern aus dem späten 18. und frühesten 19. Jahrhundert wie Chelsea oder Kensington. In der Zeit nach der Währungsreform brachten Brinkamas britische Mahagoni-Möbel in Hamburg großen Geschäftserfolg. In den folgenden Jahren wünschten Kunden bald ganze Inneneinrichtungen von ihm, etwa Axel Springer für das Gut Schierensee. Als Zulieferer arbeitete Brinkama zudem für den Architekten Cäsar Pinnau, der wiederum Yachten, Kreuzfahrtschiffe und Villen internationaler Prominenz bestückte.

## Pöseldorf

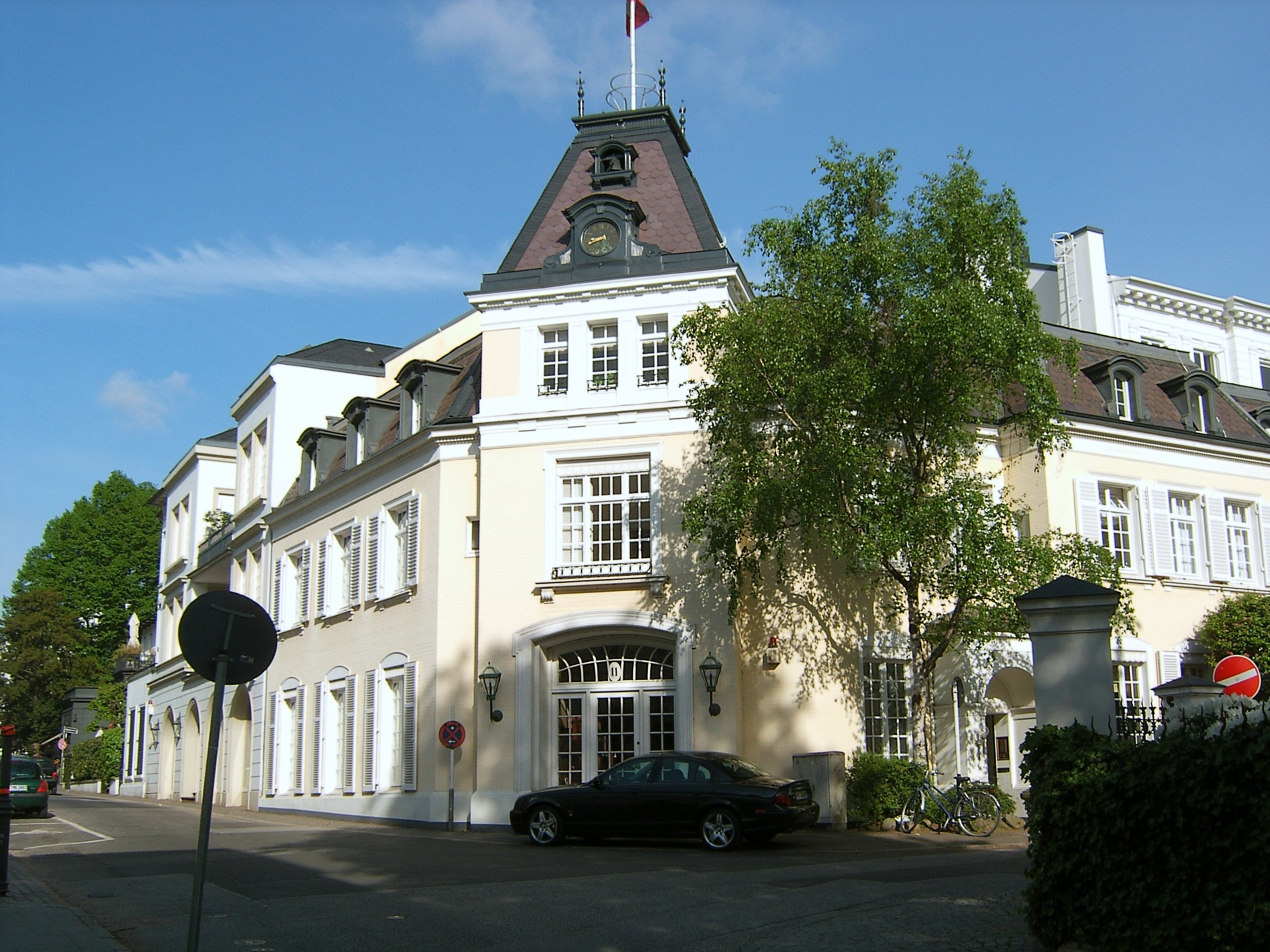
Die Milchstraße in Pöseldorf

1959 kaufte Brinkama für 100.000 D-Mark eine alte Wagenremise in der Milchstraße 11. Einst hatte sie der Hamburger Architekt Martin Haller für das nahegelegene Budge-Palais entworfen. Jetzt stand sie leer und heruntergekommen im Zentrum von Pöseldorf, einem unzerstörten Stadtquartier innerhalb von Hamburg-Rotherbaum. Pöseldorf ist keine offizielle Flurbezeichnung mit feststehenden Grenzen. Es war als Wohngegend entstanden für Bedienstete der Villenbesitzer am Harvestehuder Weg, für Handwerker, Kutscher, Gärtner, Krämer und Milchhändler. Brinkama ließ die Remise nach seinen Vorstellungen im Stil britischer Altbauten renovieren und mit Antiquitäten ausstatten. In den ehemaligen Stall zog er selbst ein, im Erdgeschoss eröffnete er sein Geschäft, die Uhr im Turm zog er täglich auf.

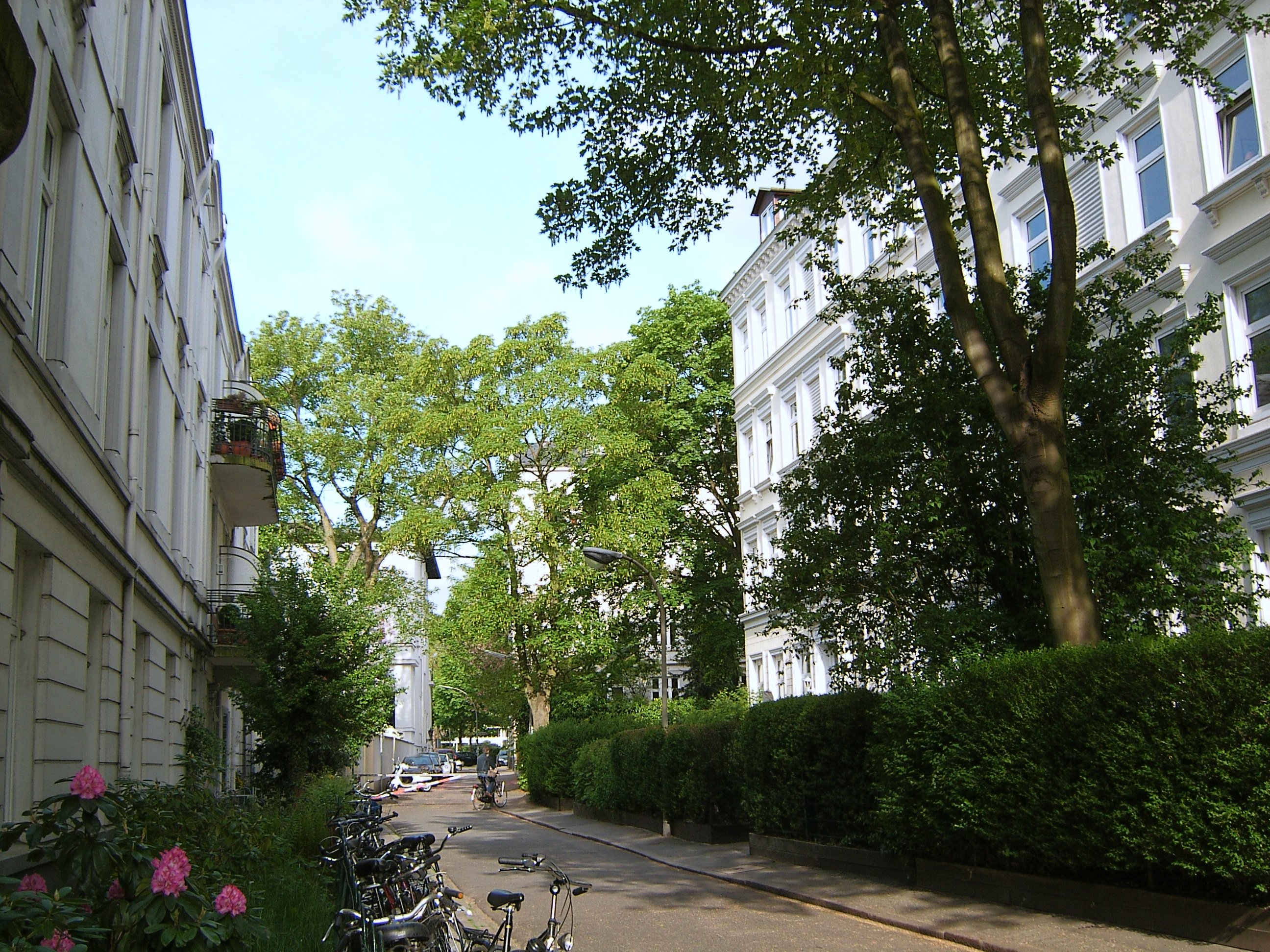
Der Heimweg in Pöseldorf

In den kommenden Jahren erwarb er weitere der oft kleinen und verschachtelten Grundstücke in Pöseldorf mit Werkhöfen, Ställen, Häusern und ließ sie restaurieren und umbauen. Er vermietete die so entstandenen noblen Gebäude vornehmlich an Menschen, die seiner Ansicht nach Pöseldorf bereicherten, an Künstler, Galeristen, Medienschaffende, Studenten. Er verkaufte Häuser mit Gewinn, um unverzüglich weitere Grundstücke und Anwesen zu erwerben. 1971 stellte er den Antrag auf die Aufnahme von 37 seiner Häuser in die Hamburger Denkmalschutzliste. Insgesamt besaß er zu diesem Zeitpunkt rund 70 Häuser in und um Pöseldorf, ein Bauernhaus auf Sylt und ein Anwesen in der Schweiz.
Er heiratete in zweiter Ehe Marion Gräfin von Moltke-Kirsten, es wurde eine kurze Ehe.
Er heiratete erneut, wurde Vater von drei Kindern und Mitglied im Hamburger Denkmalrat. Die Medien begleiteten sein Bemühen um die Aufwertung Pöseldorfs mit überwiegend positiver Berichterstattung.

## Letzte Jahre

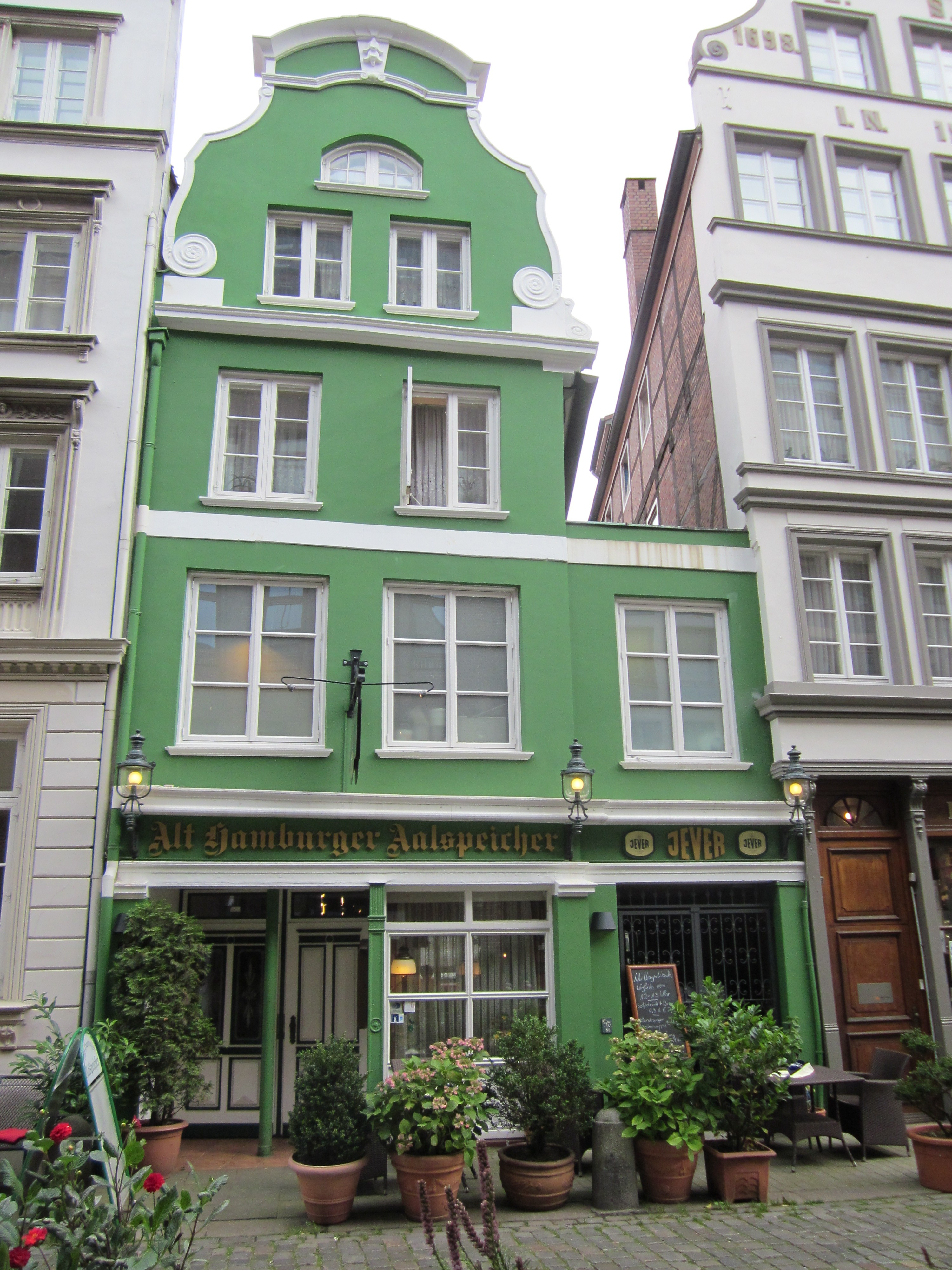
1974 saniert: das barocke Haus Deichstraße 43

Mit dem Erfolg wuchsen die Schwierigkeiten. Konkurrenz auf dem Immobilienmarkt wurde schärfer. Die Gemengelage aus Bürokratie, politischen Auflagen, Denkmalschutz, Kreditlinien der Banken und Bürgerinitiativen machte Brinkama zu schaffen. In einer Initiative kämpfte er erfolglos gegen den Plan seines Konkurrenten Hermann Friedrich Bruhn, in Pöseldorf ein Einkaufszentrum mit Wohnanlage zu errichten. 1978 ließ Brinkama am Mittelweg 140/141 selbst ein kleineres Einkaufszentrum in Pöseldorf bauen. In einer weiteren Initiative stritt Brinkama, teils ohne Erfolg, für die Erhaltung von Hamburgs historischer Deichstraße. Banken verlangten in der Spitze 19 Prozent Zinsen für Kredite.
1977 begann er mit seiner vierten Frau Edda ein neues Leben aufzubauen. Er kaufte das renommierte Antiquitätengeschäft Adolph Meyer am Ballindamm und eröffnete es unter seinem Namen als Kunsthaus. Im Dezember 1978 starb Eduard Brinkama nach langer Krankheit an Krebs. Sein Grab befindet sich auf dem Friedhof von Keitum auf Sylt.